# 霍尔斯滕宁多夫
霍尔斯滕宁多夫（德語：Holstenniendorf）是德国石勒苏益格－荷尔斯泰因州的一个市镇。总面积12.09平方公里，总人口416人，其中男性207人，女性209人（2011年12月31日），人口密度34人/平方公里。